# Вулиця Ярмаркова (Кременчук)
Вулиця Ярмаркова — одна з вулиць Кременчука. Протяжність близько 2600 метрів.

## Опис та Розташування
Вулиця розташована у східній частині міста між Першим занасипом на півдні та Другим занасипом на півночі. Починається на кільцевому роз'їзді від вулиці Юрія Руфа та прямує на південний схід до вулиці Флотської. З правого боку вулиці паралельно до напряму прокладено залазницю. Частиною вулиці проходить траса територіального значення Т 1711.
Перетинає такі вулиці:
- Вулиця Депівська
- Вулиця Салганна
- Провулок Тихий
- Вулиця Маршала Говорова
- Вулиця Флотська

## Будівлі та об'єкти
Вулиця проходить переважно промисловими районами міста. Виняток становить приватна забудова на початку та відрізок, де праворуч проїзжої частини розташований Студентський парк.
- Буд. № 7 — Митний пост «Кременчук», підрозділ митного оформлення у м. Кременчуці[1]
- Буд. № 9 — Кременчуцький домобудівельний комбінат[2]
- Буд. № 23 — Колективне підприємство «Завод залізобетонних виробів № 1»[3]
- Буд. № 66 — ТОВ «Майстер Мілк»[3]
- Студентський парк